# Apostolepis flavotorquata
Espèce
Synonymes
- Elapomorphus flavotorquatus 
Duméril, Bibron & Duméril, 1854

Apostolepis flavotorquata est une espèce de serpents de la famille des Dipsadidae.

## Répartition
Cette espèce est endémique du Brésil. Elle se rencontre au Goiás, au Tocantins, au Pará, au Mato Grosso, au Mato Grosso do Sul, dans l'État de São Paulo et de Bahia.

## Publication originale
- Duméril, Bibron & Duméril, 1854 : Erpétologie générale ou histoire naturelle complète des reptiles. Tome septième. Deuxième partie, p. 781-1536 (texte intégral).